# Захарія (Корнилович)
Єпископ Захарій (Корнілович) (справжнє ім'я невідоме; *бл. 1663 — †28 серпня 1715, Липовий Скиток) — український церковний діяч, перший єпископ новоствореної Переяславської єпархії, єпископ Переяславський (інколи помилково називається єпископом Переяславським і Бориспільським). Заснував Онуфріївський Даниловський Липовий скит на Правобережній Україні. Вихованець Києво-Могилянської академії.

## Біографія
Народився у Переяславі у місцевій козацькій сім'ї. Освіту здобув у Києво-Могилянській академії.
Прийняв чернечий постриг у  Києво-Печерській лаврі під ім'ям Захарій. Близько 1694 року був призначений на посаду намісника Софіївського монастиря.
21 грудня 1697 р. Київським митрополитом Варлаамом Ясинським поставлений ігуменом у Київському Золотоверхому монастирі.
У цей період він заснував Онуфріївський Даниловський Липовий скит поблизу Києва, на який в 1699 році отримав універсал гетьмана Івана Мазепи. 
1 жовтня 1700 р. в Софійському кафедральному соборі хіротонізований на єпископа Переяславського, коад'ютора Київської єпархії. Опікувався монастирями на правому березі Дніпра - Канівського, Трахтемирівського, Ірдинського та ін.
12 листопада 1708 р. в Троїцькому соборі Глухова був змушений брати участь у анафемуванні гетьмана Івана Мазепи разом з митрополитом Київським, Галицьким і всієї України Йоасафом.
У 1711–1713 роках збудував у Переяславі Михайлівський монастир.
Засвідчував справжність частки святих мощей великомучениці Варвари, грамота з його підписом та підписом митрополита Варлаама (Ясинського) дана в Хрестовоздвиженський Бізюковий монастир.
Написав «Житіє преподобного Макарія Овруцького» (оригінальний текст не зберігся).
Помер 28 серпня 1715 р.. Похований поруч з храмом Онуфріївського Данилівського скиту.